# Pseudochromis flavopunctatus
Pseudochromis flavopunctatus är en fiskart som beskrevs av Gill och Randall, 1998. Pseudochromis flavopunctatus ingår i släktet Pseudochromis och familjen Pseudochromidae. Inga underarter finns listade i Catalogue of Life.